# Jim Staples
James Edward Staples, detto Jim (Londra, 20 ottobre 1965), è un ex rugbista a 15 internazionale per l'Irlanda, che militò nelle squadre inglesi dei London Irish e degli Harlequins nel ruolo di estremo.

## Biografia
Nato a Bermondsey, sobborgo di Londra, Staples compì studi universitari in Economia.
Nel 1990 entrò nella squadra degli espatriati irlandesi in Inghilterra, i London Irish, contestualmente raggiungendo la prima divisione nella stagione d'esordio.
Nel 1991 debuttò per l'Irlanda nel Cinque Nazioni contro il Galles a Cardiff e, a fine anno, fu incluso nella rosa che prese parte alla Coppa del Mondo di rugby 1991 nel Regno Unito.
A causa di vari infortuni (uno, in particolare, ai legamenti del ginocchio, che gli fece saltare l'intera stagione 1993-94) non riuscì mai a essere una presenza stabile a livello internazionale; convocato anche alla Coppa del Mondo di rugby 1995, quando già si era trasferito agli Harlequins da un anno, si ruppe una mano nel primo incontro dell'Irlanda contro la Nuova Zelanda dopo mezz'ora di gioco.
Ancora, nel 1996, una frattura alla mascella durante un test match novembrino contro l'Australia lo mise a rischio per il Cinque Nazioni 1997, al quale tuttavia, recuperando in tempi brevi, riuscì a prendere parte da capitano, anche se tale edizione di torneo costituì la sua ultima vetrina internazionale; il 1º marzo infatti disputò contro la Scozia il suo ventiseiesimo e finale test match per l'Irlanda e l'anno seguente si ritirò dalle competizioni; al suo attivo anche la rappresentanza provinciale del Connacht e un invito dei Barbarians nel 1992.
Dopo il ritiro ha continuato a lavorare nel settore bancario presso istituti di rilievo come la francese Société générale e la britannica Barclays.